# Baraghida
Baraghida (arab. براغيدة) – wieś w Syrii, w muhafazie Aleppo. W 2004 roku liczyła 995 mieszkańców.